# 日本三強蟹
日本三強蟹（学名：Tritodynamia japonica）为大眼蟹科三强蟹属的动物。